# ریک اسکات
ریک اسکات (انگلیسی: Richard "Rick" Lynn Scott؛ زادهٔ ۱ دسامبر ۱۹۵۲) سیاستمدار آمریکایی و فرماندار کنونی و سناتور منتخب فلوریدا در سنای ایالات متحده است. او از اعضای حزب جمهوری‌خواه ایالات متحده آمریکا است.